# 오르도스고원
틀:중국어 표기/몽골어

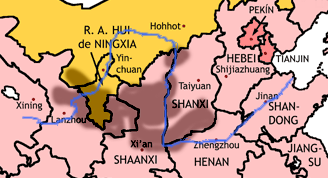
성 경계, 음영 처리된 곳이 황투고원, 황하(黃河)는 파란색이다. 노란 부분은 내몽골과 닝샤이다.

오르도스고원(Ordos Plateau) 혹은 오르도스 분지(Ordos Basin), 오르도스(Ordos)는 중국 북부에 해발 1000~1600m에 위치한 산지 퇴적 분지이다. 대부분의 땅이 북쪽으로 크게 구부러져 흐르는 황하(黃河)의 오르도스 만곡(Ordos Loop)에 둘러싸여 있다. 중국에서는 타림분지(Tarim Basin) 다음으로 두번째로 큰 분지로 총면적이 약 370,000 km2 (140,000 mi2)이며, 섬서성(陝西省), 감숙성(甘肅省), 영하회족자치구(寧夏回族自治區), 내몽고자치구(內蒙古自治區), 산서성(山西省) 다섯 개의 성에 걸쳐 있고, 그리고 서쪽으로는 흔주(忻州), 여량(呂梁), 임분(臨汾)과 인접하고 있다. 그러나 섬서, 감숙, 영하 세 성의 인구가 대부분이기에 섬감녕분지(陝甘寧盆地, 산간닝분지, Shaan-Gan-Ning Basin)라고도 한다. 이 분지는 동으로는 여량산맥(呂梁山脈), 북으로는 음산산맥(陰山山脈), 서로는 허란산맥[하란산맥(賀蘭山脈)], 남으로는 황룡산맥(黃龍山脈), 자오령(子午嶺), 육반산맥(六盤山脈)과 접하고 있다.
'오르도스'(Ordos, 몽골어로 )라는 이름은 'orda'에서 유래했는데, 이는 고대투르크어로 '궁전' 혹은 '궁정'을 뜻한다. 내몽고자치구 내에서 일곱번째로 큰 지구(地區)인 오르도스시(Ordos City), 즉 중국어로 어얼둬쓰시(鄂爾多斯市)는 오르도스 만곡 내에 위치한 것에서 이름이 붙여졌다.
명 만리장성은 오르도스 지역의 중심을 남서쪽으로 가로지르며, 인구가 희박한 북쪽 지역과 농업 지대인 남쪽 지역의 경계를 이룬다. 북쪽을 '상오르도스(upper Ordos)'라고 하고 남쪽을 '하오르도스(lower Ordos)'라고 하며, 실제론 상오르도스가 하오르도스에 비해 해발 고도가 낮다. 또한 상오르도스를 '오르도스 본토(Ordos proper)'라고 하며, 하오르도스는 황투고원(黃土高原, 황토고원) 북쪽에 있다.
북부의 상오르도스는 주로 마오우스사막(Maowusi Desert 혹은 Mu Us Desert)과 쿠부치사막(Kubuqi Desert)으로 구성되는 오르도스 사막(Ordos Desert)으로 구성되어 있으며, 내몽고자치구 어얼둬쓰시 관할이다. 반면 오르도스 만곡의 북부 만곡의 강둑을 따라 있는 범람원은 역사적으로 하투(河套)로 알려진 비옥한 초원이다. 하투는 영하회족자치구 내의 서투(西套, west loop)와 내몽고자치구 내의 동투(東套, east loop)로 나뉘며, 동투는 다시 전투(前套, front loop)와 후투(後套, back loop)로 나뉜다. 내몽고자치구 도시인 호흐호트(呼和浩特, Hohhot, 자치구 수도, 세번째로 인구가 많음), 바오터우(包頭, 네번째로 인구가 많음), 바얀누르(巴彦淖爾, Bayannur, 여덟번째로 인구가 많음), 우하이(烏海, 열한번째로 인구가 많음), 고원(固原)를 제외한 영하의 도시 전체는 모두 하투 지역 강변 평원에 위치해 있다. 중국사에서 하투 지역은 상당한 전략적 중요성을 가지고 있으며, 상주(商周) 시대의 북적(北狄)과 서융(西戎), 진한(秦漢) 시기의 흉노(匈奴), 북위(北魏) 시기의 유연(柔然), 수당(隋唐) 시기의 동돌궐(東突厥), 명(明)대의 북원(北元) 등 다양한 유라시아 유목민과 치열하게 경쟁하였다.
남부의 하오르도스는 인구가 더 많으며, 위하(渭河)의 가장 큰 두 지류인 경하(涇河)와 낙하(洛河)의 상부 유역이 이를 관통한다. 경하와 낙하의 계곡은 천수(天水) 동쪽과 평량(平凉), 경양(慶陽), 연안(延安) 남쪽에 위치한 산맥을 관통하고, 반대편의 초승달 모양의 관중평원(關中平原)으로 빠져나간다. 하오르도스와 관중평원은 중국문명의 요람이며 역사적으로 인구가 집중되었다. 관중 지역의 최대 도시 서안(西安)은 중국 10대 도시이자 화북(華北) 최대 인구 밀집 지역이며, 오랫동안 여러 왕조의 수도였다.
이 지역은 고고학적으로 매우 흥미로운 곳이다. 유골과 유물은 이 지역이 후기구석기시대에 오르도스 문화(Ordosian culture)가 있었음을 보여준다. 신석기시대 후기에는 철기시대 오르도스 문화 이전의 주개구 문화(朱開溝文化, Zhukaigou culture)가 발생하였다.

## 지리
황하(黃河)는 티베트고원(Tibetan Plateau) 삼강원자연보호구(三江源自然保護區) 내 위치한 발원지에서 동쪽으로 흐르다가, 감숙성 마곡현(瑪曲縣)에서 백하(白河)와 합류하고 서북쪽으로 방향을 튼다. 그리고 다시 동쪽으로 방향을 틀면서, 황하는 영하회족자치구 중녕현(中寧縣)에서 북쪽으로 틀어 거대한 만곡을 형성한다. 약 640km를 북쪽으로 흐르다가, 내몽고자치구에서 동쪽으로 틀기 전에 황투고원을 떠나 오르도스 본토로 향한다. 약 320km를 계속 흐르다가 섬서성 여량산맥에 의해 급격히 남쪽으로 꺾는다.
이후 황하 만곡의 동쪽 하류는 약 600km를 달리다가 황투고원으로 재진입한 후에 섬서성 동관(潼關)에서 위하(渭河)와 합류하고, 다시 급격히 동쪽으로 튼다. 이후 하남성(河南省) 함곡관(函谷關)을 관통하여 화북평원(華北平原)으로 들어간다.
위하는 황하가 그리는 불완전한 직사각형의 남쪽 변을 이루고 있으며, 약 560km를 흘러 황투고원을 가로지르며, 직사각형 서남쪽 꼭지점에서 멀지 않은 발원지에서 출발하여 직사각형 동남쪽 코너에 있는 황하와의 합류 지점으로 흐른다. 화산(華山)을 품고 있는 진령산맥(秦嶺山脈)은 남쪽으로 흘러 장강(長江)으로 합류하는 한강(漢江)과 위하의 분수령이 된다.
황투고원 밑에는 중국 최대 석탄층이 있다.

### 기후
강우가 급격히 감소하면서 인구도 급격히 감소하여 북쪽으로 이동한다. 남쪽의 위하는 인구 밀도가 높고 고대 중국 문명의 중심지 중 하나이다. 북쪽은 초원과 사막(오르도스 사막)이며 내몽골자치구의 한 부분이다. 강우량이 적고 변덕스러워 이 지역은 한때 가뭄과 기근으로 악명이 높았다.

### 두 개의 강 유역
감숙성 수도이자 중국 서단 최대 도시인 난주(蘭州)는 황하가 티베트고원에서 발하는 곳 인근의 남서 코너에 있다. 난주 서쪽에는 서녕(西寧)이 있으며, 이곳에서 카라반(caravan)과 칭짱철도가 라싸(Lhasa)로 향한다. 서녕 북쪽에는 감숙성이나 하서회랑(河西回廊)이 티베트고원 북쪽 끝으로 뻗어 있다. 하서회랑과 위하 계곡은 중국 본토에서 타림분지를 거쳐 서쪽으로 향하는 실크로드(silk road)가 된다. 난주에서 북쪽으로 흐르는 하류는 고란현(皐蘭縣)과 백은시(白銀市)를 관통하는 협곡이다. 강은 산맥에서 발원하여 중위시(中衛市) 부근에서 영하로 들어간다. 내몽고자치구 텡게르 사막과 함께 동쪽으로 흘러 북쪽으로 가고 남쪽으로는 언덕과 함께 흐른다. 강은 북쪽으로 틀어서 메마른 시골을 관통하여 청동협(靑銅峽) 댐을 통과하여 오충(吳忠) 주변 관개 지대로 흘러간다. 그리고 계속해서 영하 수도 은천(銀川)을 지나 북쪽으로 간다. 서쪽으로는 허란산맥이 있다. 우하이 남쪽 영하의 북단을 떠나 사막을 가로지르고, 등구(磴口)의 관개 지역으로 들어간다. 서북쪽 코너에는 낭산(狼山)으로 인해 임하(臨河) 부근에서 강이 동쪽으로 튼다. 산과 강 사이에 관개 지역이 펼쳐지고 동남향으로 사막이 펼쳐진다. 북부 구역 중심 인근에는 바오터우와 관개지역이 있다. 바오터우에서 서안으로는 210번 고속도로가 지난다. 내몽고자치구 수도 호흐호트는 동북 만곡에서 동북쪽으로 약 110km 지점에 위치해 있다. 강은 남쪽으로 틀어 황투고원으로 들어가고 주변 언덕에 비해 60m 이상 낮은 위치에 있는 협곡이 형성된다. 이 지역에는 대도시가 없다. Wanjia Dam이 있고 남쪽으로 더 가다가 중국에서 두번째로 큰 황하의 호구폭포(壺口瀑布)가 있다. 강은 한성(韓城) 일대에서 협곡을 떠나고 동으로부터 분수(汾水)가 합류하고 서로부터 위하가 합류한다. 위하와의 합류 지점에서 황하는 동쪽으로 틀어 화북평원으로 향한다. 위하를 거슬러 올라가면 진령산맥과 화산이 남쪽에 있고, 위남(渭南)을 지나 서안으로 간다. 서안 서쪽은 함양(咸陽)이다. 함양은 진(秦)의 수도였다. 강은 보계(寶鷄) 서쪽에서 산을 빠져나온다. 댐이 하나 있어 강이 좁아지고 누런색을 띠며, 철도는 천수로 가는 내내 다리와 터널이 많다. 거슬러 올라가면 많은 지류가 난주 방향으로 나 있다.

## 같이 보기
- 허타오